# Фергюсон, Джесси Лоуренс
Джесси Лоуренс Фергюсон (англ. Jessie Lawrence Ferguson; 8 июня 1941 — 26 апреля 2019) — американский актёр.

## Биография
Фергюсон родился в Бронксе, Нью-Йорк, и жил там до середины 1950-х годов до переезда в Чикаго.
В 1979 году Фергюсон дебютировал как актёр, снявшись в эпизоде сериала «Старски и Хатч». Также он снимался в таких фильмах, как «Князь тьмы» Джона Карпентера, «Человек тьмы» Сэма Рэйми и «Ребята по соседству» Джона Синглтона. На телевидении Фергюсон появлялся в сериалах «Бак Роджерс в XXV веке», «Ремингтон Стил», «Санта-Барбара», «Звёздный путь: Следующее поколение», «Красавица и Чудовище» и других.